# Castell de Montmuran
El castell de Montmuran es troba a la comuna de Les Iffs (Ille-et-Vilaine, França). Està catalogat com a Monument Històric.
Està compost per dues torres del segle xii al nord i per un imponent castellet del segle xiv amb dues torres que protegeixen l'entrada principal, defensada al seu torn per un fossat i dos ponts llevadís encara funcionals.
La part central data del segle xvii i XVIII i alberga diferents sales. Compte també amb una capella. La posició dominant del castell li ofereix una vista panoràmica sobre els camps adjacents.

## Galeria d'imatges

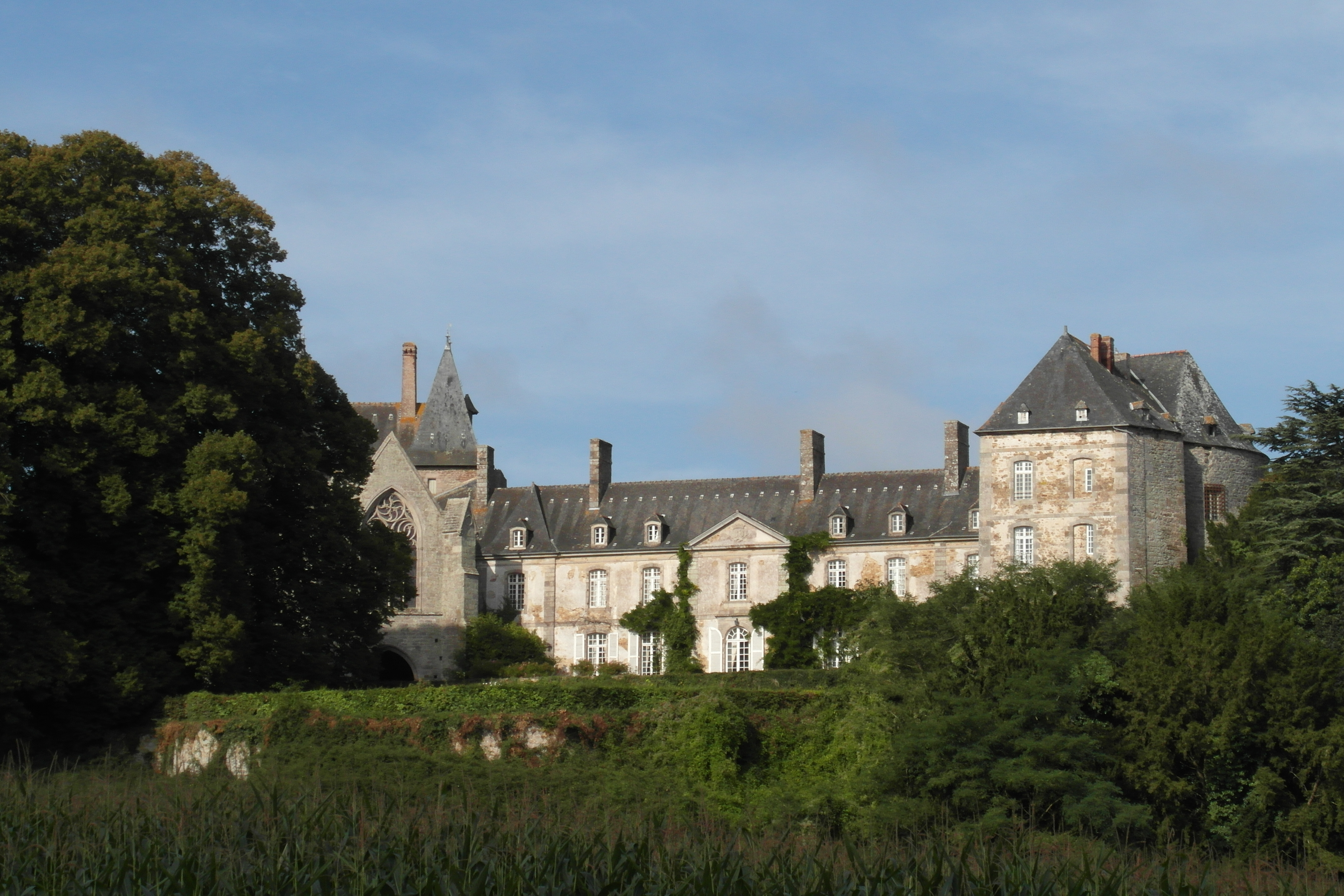
Vista des de la terrassa posterior
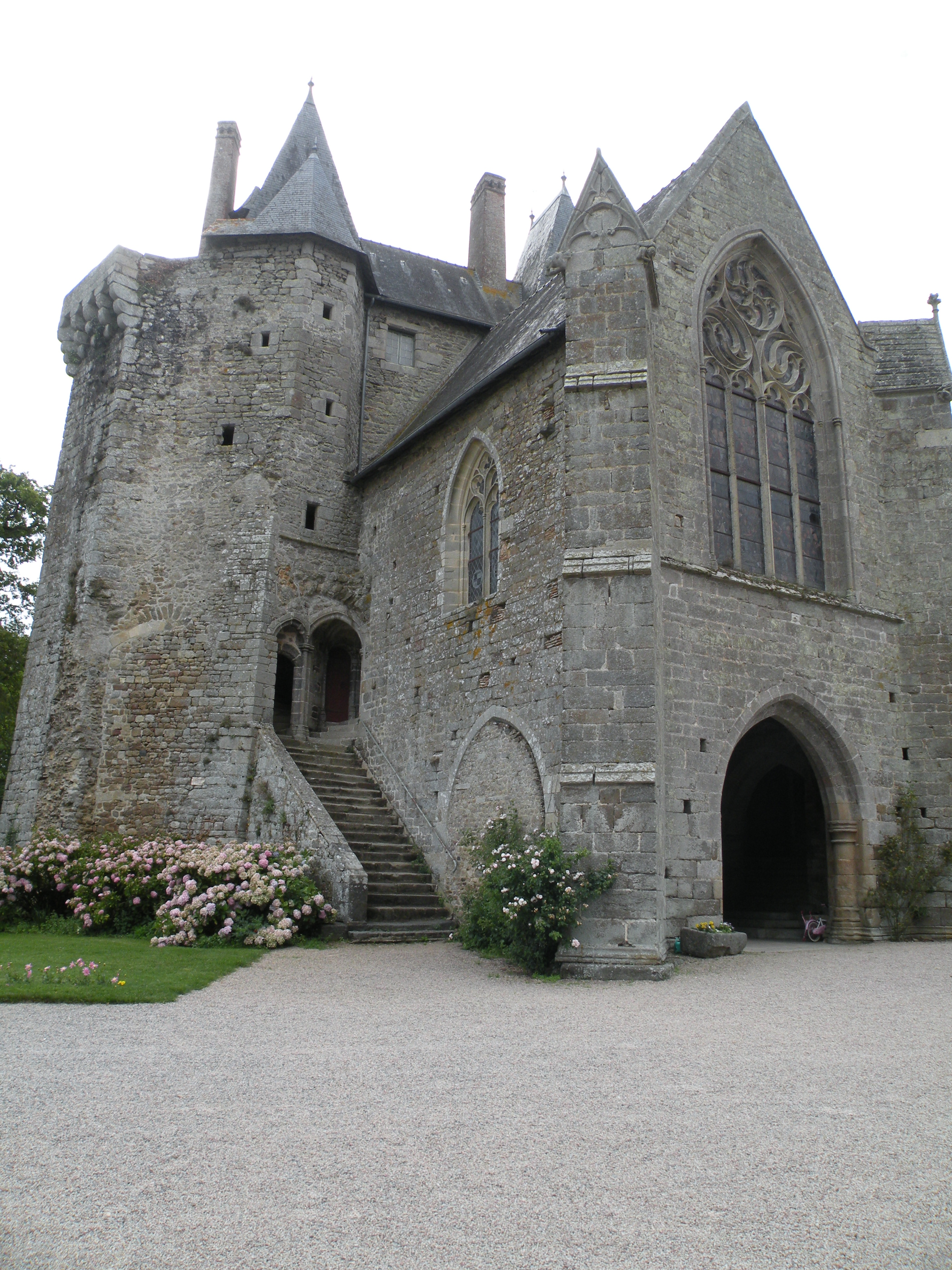
La capella
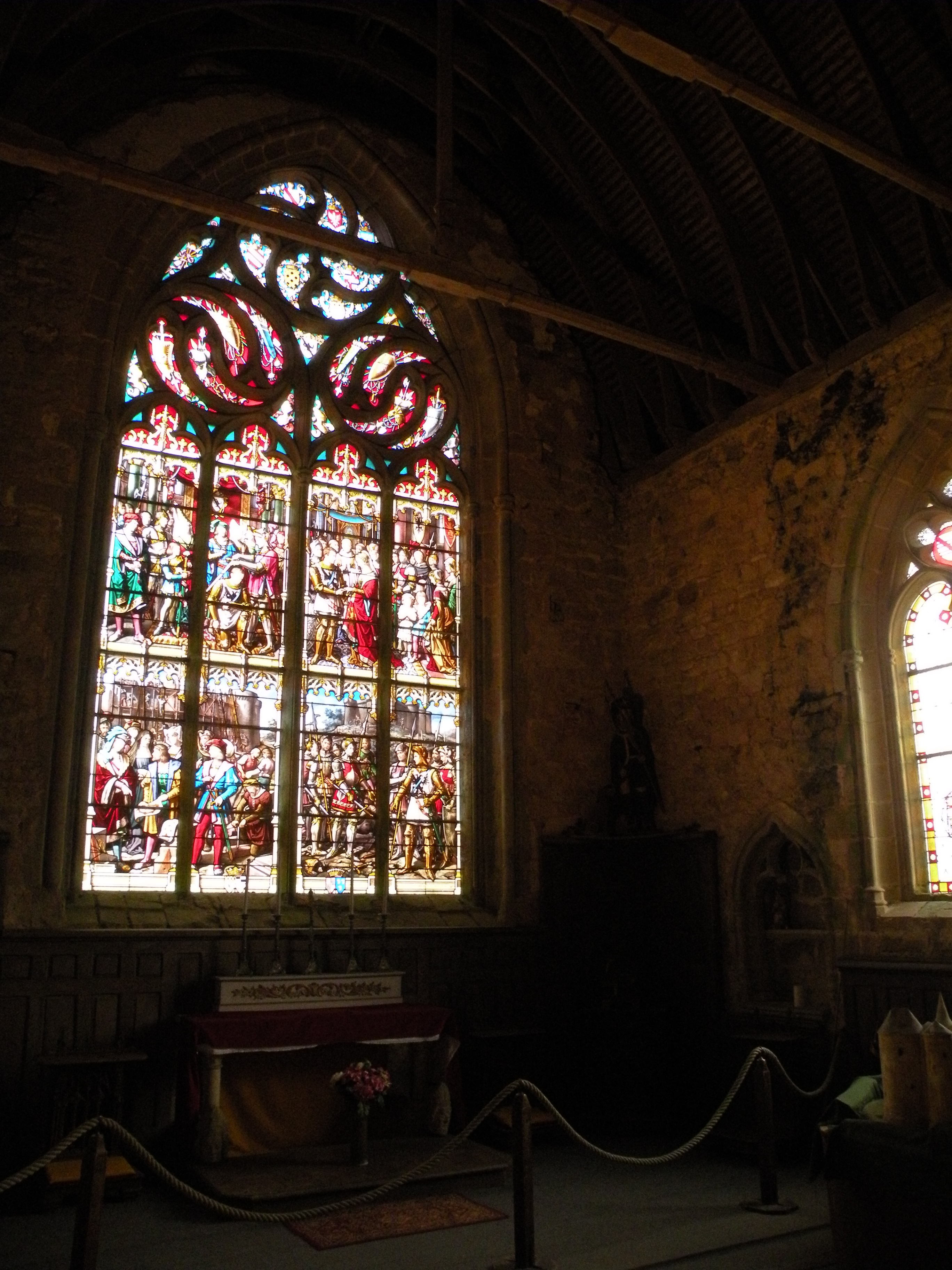
Interior de la capella i vidrieres amb escuts de França i dels Montmorency-Laval
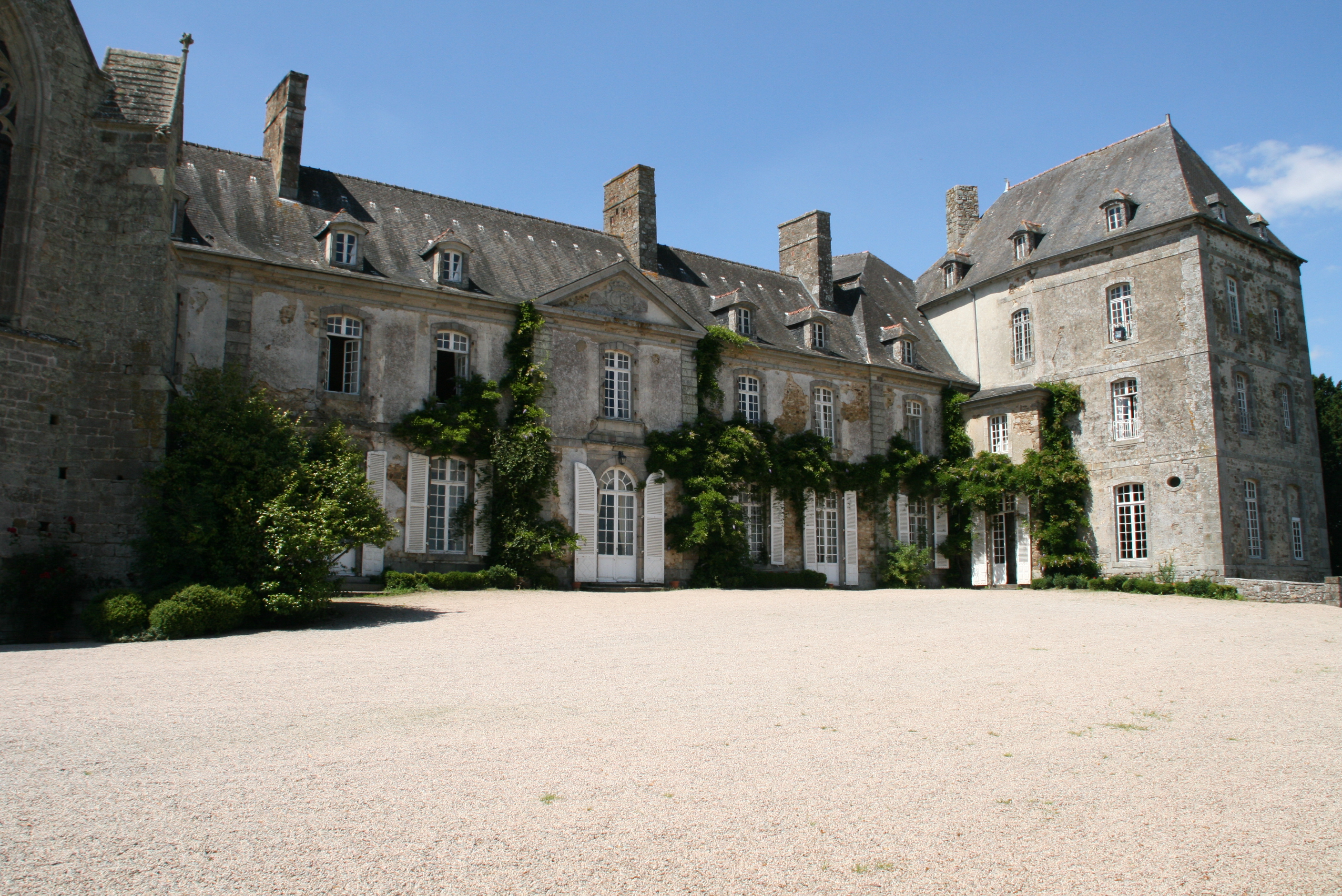
Façana del segle XVII